# Waals
Het Waals (Walon) is een Romaanse streektaal die in het grootste deel van Wallonië gesproken wordt door een deel van de (oudere) bevolking. Waals wordt ook gesproken in de regio Givet in het Franse deel van de Ardennen en rond de Grote Meren in Noord-Amerika (afstammelingen van migranten uit de 19e eeuw). Volgens schattingen zijn er in totaal 600.000 sprekers. Tot 1920 werd het nog gesproken door 80% van de inwoners; nu zou dit slechts 10% zijn, hoofdzakelijk passief taalgebruik. Sinds 1920 werd enkel nog het Frans onderwezen, en werd het Waals beschouwd als taal van de arbeiders en boeren.

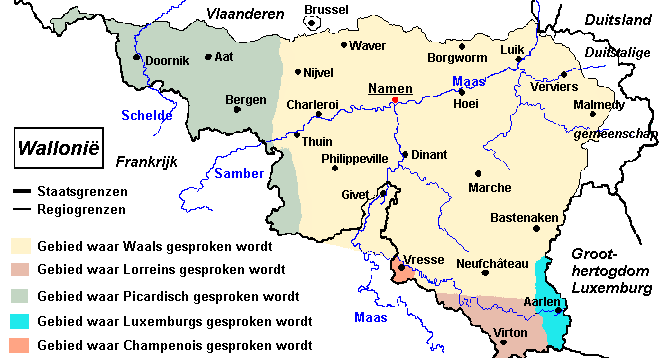
Het Waalse taallandschap: de streektalen van Wallonië

## Algemeen

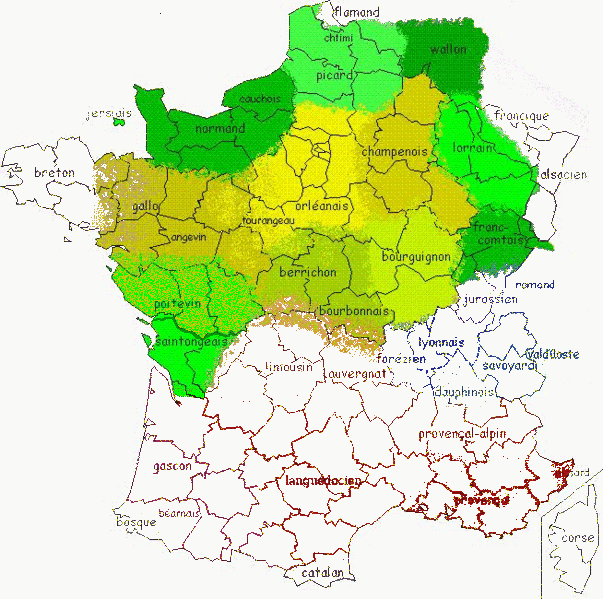
Overzicht van de oïl-talen

Het Waals maakt deel uit van de zogenoemde oïl-talen, een taalsubgroep waartoe ook het Frans behoort, maar is geen variant van het Frans. Beide talen (en ook andere oïl-talen) ontstonden tussen de 8e en de 12e eeuw in verschillende streken van het Noord-Gallo-Romeinse gebied. Ze komen uit het Latijn, dat naar het huidige België was gebracht door soldaten, handelaars en Romeinse kolonisten.
Het Waals heeft een Keltisch en Germaans substraat. Het is de Romaanse taal die het duidelijkst sporen van Germaanse invloed draagt. Op 100 Waalse klassieke woorden zouden 90 van Latijnse oorsprong zijn, 9 van Germaanse en 1 van Keltische. Het heden ten dage gesproken Waals bevat echter ook veel Franse woorden, sinds de Franse Revolutie met weinig fonologische aanpassingen ingevoerd, en nog meer sinds het begin van de 20e eeuw.
Het Waals is mogelijk de best overgeleverde oïl-taal in de schaduw van het Frans. Het is een van de 500 talen die waarschijnlijk zullen uitsterven in de 21ste eeuw.
Er zijn andere kleinere Belgo-Romaanse talen of dialecten in Wallonië: het Picardisch (Bergen-Doornik), het Gaumais (Virton) en het Champenois (Beneden-Semois). Soms wordt het woord "Waals" gebruikt voor de vier groepen samen, als synoniem voor Belgo-Romaanse dialecten.
De term "Waals" wordt, ten onrechte, eveneens gebruikt voor het Belgisch-Frans, wat tot verwarringen kan leiden.

## Varianten van het Waals

kaart van de taalvarianten in Wallonië. (in het Waals).

Het Waals kent verschillende regionale varianten. De verschillen zijn meestal fonetisch en orthografisch. Het Waals heeft ook twee spellingen (de Feller-spelling en de Rfondou-spelling). De Rfondou-spelling wordt voor het "Rfoundou walon" (Algemeen Waals) gebruikt, terwijl de Feller-spelling in de Waalse dialecten wordt toegepast.

### West-Waals
([FR] Ouest-wallon ; wallo-picard - [WA] Walon do Coûtchant ; walo-picård).
Het West-Waals wordt gesproken in West-Waals-Brabant, Oost-Henegouwen en het arrondissement Philippeville. Het West-Waals wordt gezien als overgangsdialect tussen het Waals en het Picardisch, het Franse dialect dat in het grootste deel van Henegouwen gesproken wordt. Ondanks de status van "overgangsdialect", is het West-Waals een Waals dialect met invloed van het Picardisch.

### Centrum-Waals
([FR] Centre-wallon ; le Namurois - [WA] Walon do Mitan)
Het Centrum-Waals wordt gesproken in het oosten van Waals-Brabant, de provincie Namen (behalve het arrondissement Philippeville) en de Pointe de Givet (Frankrijk). Het Centrum-Waals is het meest gestandaardiseerde Waalse dialect. Dit dialect is op het gebied van spelling beïnvloed door West-Waals en Oost-Waals. Rond Vresse-sur-Semois sprak men vroeger het Champenois in plaats van Waals, maar dat is niet langer het geval.

### Oost-Waals
([FR] Est-wallon ; le Liégeois - [WA] Walon do Levant ; Walon do Payîs d'Lîdje)File:Spa_018_01.jpg

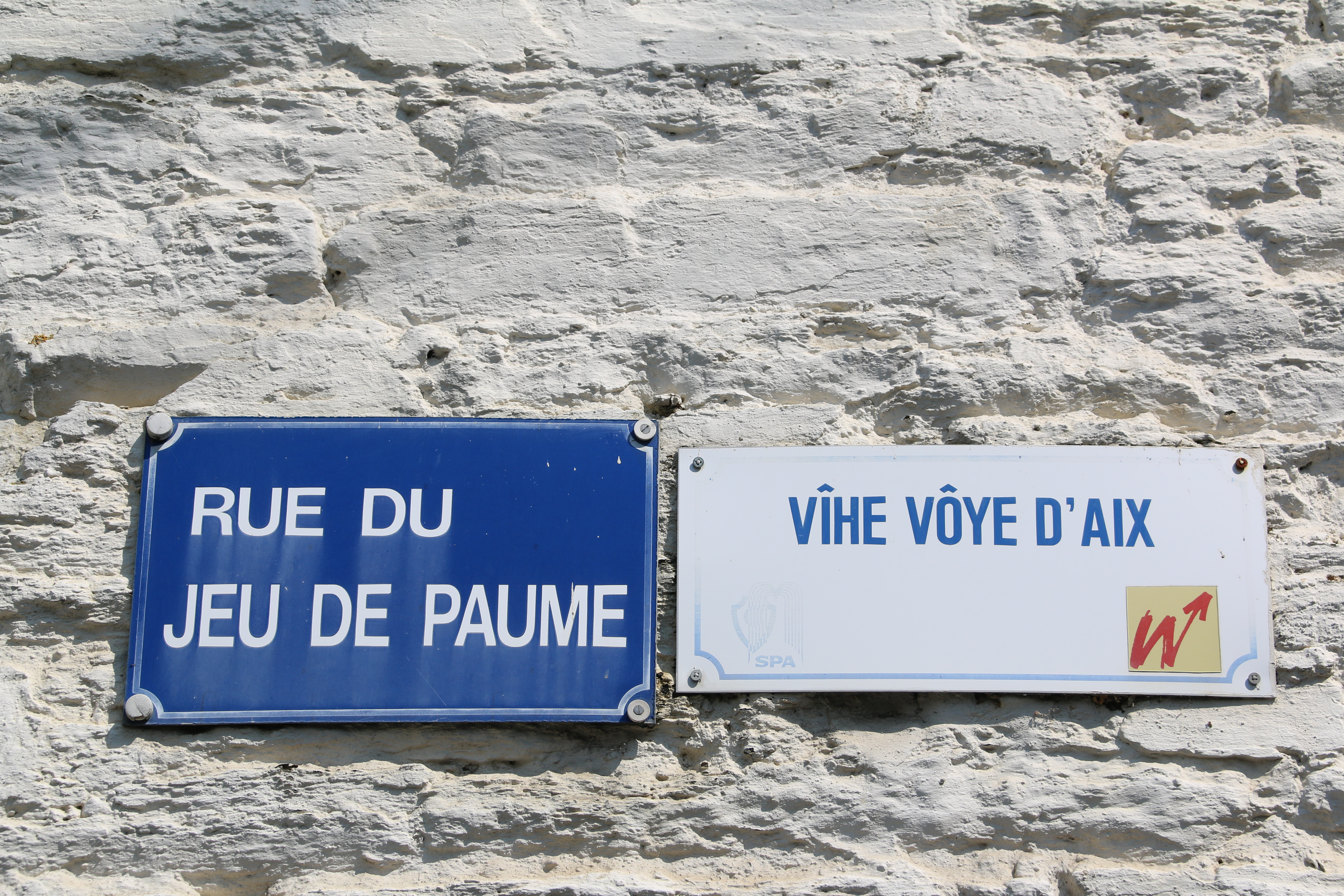
Waals straatnaambord in Spa

Het Oost-Waals wordt gesproken in de provincie Luik en het noorden van de provincie Luxemburg (en ook vier dorpen van het Groothertogdom Luxemburg in de buurt van Sonlez - intussen verduitst). In tegenstelling tot het Centrum-Waals is het Oost-Waals het minst gestandaardiseerde Waals dialect. Dit dialect is beïnvloed door het Duits.

### Zuid-Waals
([FR] Sud-wallon ; Wallo-lorain - [WA] Walon nonnrece ; Walo-Lorin ; Basse Årdene)
Het Zuid-Waals wordt gesproken in het midden van de provincie Luxemburg (in tegenstelling tot het zuiden van de provincie Luxemburg, waar Gaumais de (Belgische variant van het Lotharings) en Luxemburgs wordt gesproken. Gaumais, Lotharings en Luxemburgs oefenen wel invloed op het Zuid-Waals uit.

### Algemeen Waals

#### Prenormalisatie

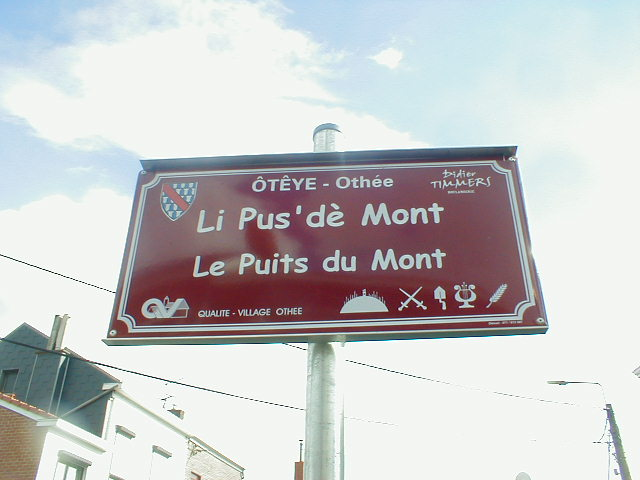
Tweetalig straatnaambord Waals-Frans

Het "Feller-systeem", het systematisch schrijven van de dialecten, is uitgelegd door zijn bedenker in Bulletin de la société Liégeoise de Littérature wallonne, tome 41, (1) in 1900. Van één orthografie per schrijver kwam men tot "één orthografie per dorp".
Het "Feller-systeem" vond in de eerste helft van de 20e eeuw nog geen algemene ingang. Later werd het alsnog een norm, maar met andere eigenschappen in verschillende literaire kringen. Tot nu toe kunnen er in de zogenaamde "Feller-orthografie" twee of drie verschillende vormen worden aangetroffen voor eenzelfde uitspraak van een woord, bijvoorbeeld åbe, aube en ôbe (boom). Voor een woord als roytea (een kleine vogel), zijn er meer dan 30 uitspraken in (linguïstisch) Wallonië, dus 30 "correcte" Feller-schrijfwijzen.

#### Technische normalisatie
Technische normalisatie ("corpus planning") begon in 1989 met een artikel van Jean Germain in het tijdschrift Toudi. Het doel was nog maar één orthografie per woord te hebben.
In 1992 gaf Laurent Hendschel presentaties onder de titel Quelques propositions pour l'établissement d'un langue wallonne écrite commune (Enkele voorstellen voor het inrichten van een gezamenlijk geschreven Waalse taal).
De UCW (Union Culturelle Wallonne) ging in 1996 met het voorstel akkoord (vergadering van Charleroi).
Vanaf de jaren negentig begon een groep schrijvers aan het 'rfondou', een poging om tot één veralgemeend geschreven Waals te komen in tegenstelling tot het Fellersysteem dat een orthografie voor elk dialect hanteert. Het gaat daarbij niet zozeer om de uitspraak, die kan blijven verschillen van streek tot streek.
Een andere belangrijke stap was de aanzet tot een Waals verklarend woordenboek door Pablo Sarachaga en Lucien Mahin in 2000.

#### Normalisatie van het statuut
De normalisatie van het statuut ("status planning") ...

## Enkele woorden en uitdrukkingen
| Waals           | Frans               | Nederlands       | Fonetisch                     |
| --------------- | ------------------- | ---------------- | ----------------------------- |
| Walon           | Wallon              | Waals            | [walɔ̃]                        |
| Diè wåde        | Adieu               | Vaarwel          | [djɛ woːt] / [djɛ wɔːt]       |
| Bondjoû         | Bonjour             | Goedendag        | [bɔ̃dʒuː]                      |
| A               | Salut               | Hoi / Hallo      | [a]                           |
| A rvey          | Au revoir           | Tot ziens        | [arvɛj]                       |
| Cmint dit-st on | Comment dit-on      | Hoe zegt men     | [kmɛ̃ dɪstɔ̃]                   |
| Cmint daloz ?   | Comment allez-vous? | Hoe gaat het?    | [kmɛ̃ dalɔ]                    |
| Dji n' sais nén | Je ne sais pas      | Ik weet het niet | [dʒɪn sɛː nɛ̃ ] / [dʒɪn se nẽ] |

## Voorbeeldtekst

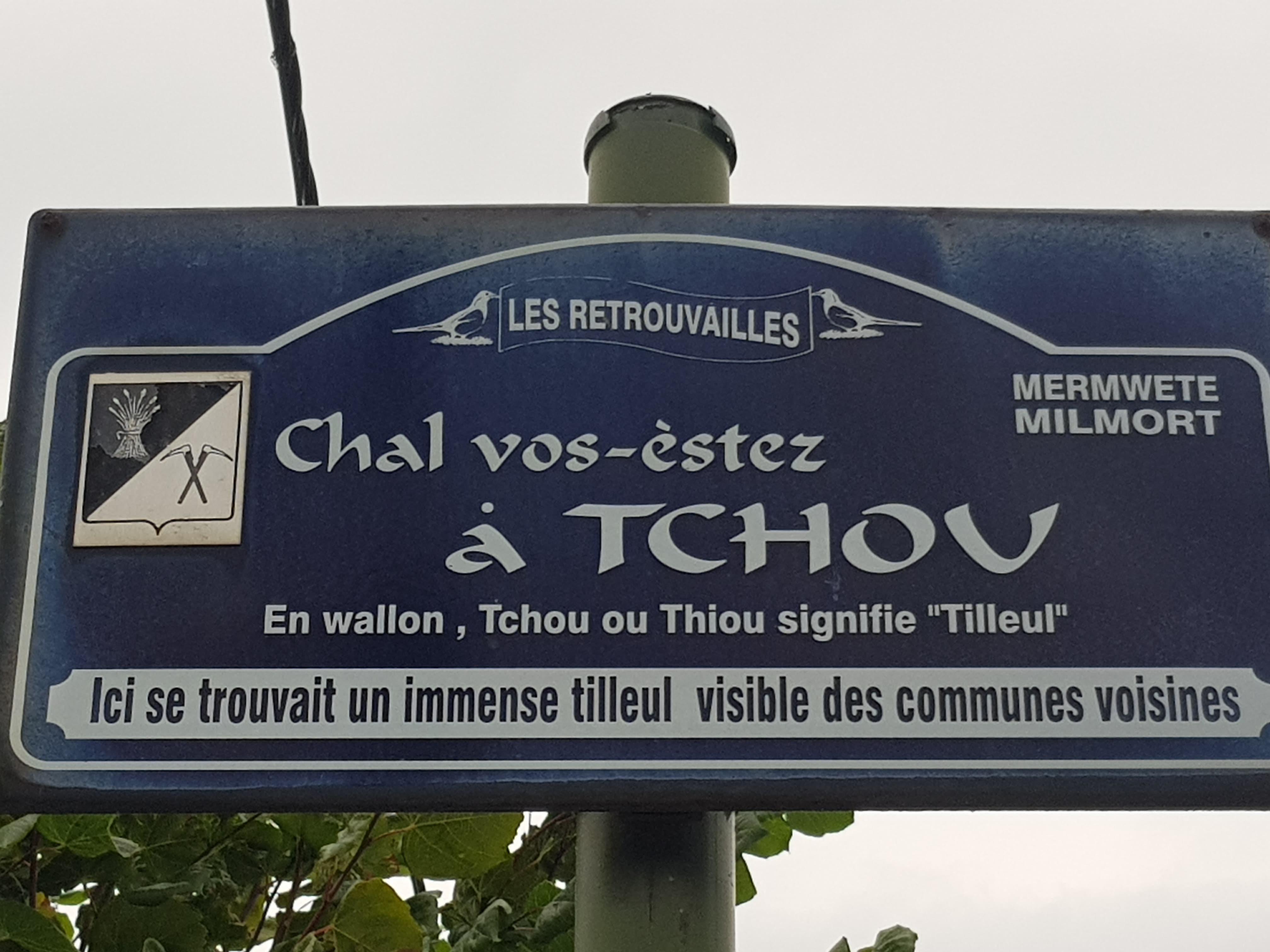
Waals opschrift

Nederlands: 

Artikel 1 
 Alle mensen worden vrij en gelijk in waardigheid en rechten geboren. Zij zijn begiftigd met verstand en geweten, en behoren zich jegens elkander in een geest van broederschap te gedragen
Frans: 

Article premier de la Déclaration des Droits de l'Homme 

Tous les êtres humains naissent libres et égaux en dignité et en droits. Ils sont doués de raison et de conscience et doivent agir les uns envers les autres dans un esprit de fraternité.
Waals:

Artike prumî

Tos lès-omes vinèt-st-å monde lîbes, èt so-l'minme pîd po çou qu'ènn'èst d'leu dignité èt d'leus dreûts. I n'sont nin foû rêzon èt-z-ont-i leû consyince po zèls, çou qu'èlzès deût miner a s'kidûre onk' po l'ôte tot come dès frés.

## Waals en Nederlands

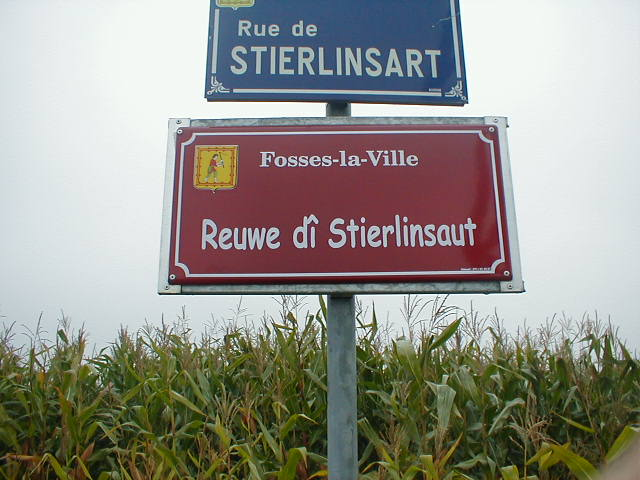
Waals straatnaambord

Er zijn verschillende gemeenschappelijke punten tussen het Waals en het Nederlands (soms Vlaams of Limburgs)
- woordontleningen
  - (Wa. dringuele van "drinkgeld".)
  - (Wa. boûkete waarschijnlijk komend van Limburgs "boekweit", via het graafschap Loon)
  - (Wa. Walon.reye, als "Frank.rijk".)
- zelfde grammaticale structuren
  - particules séparables

Wa: I hene li pire evoye.
Nl: Hij gooit de steen weg
Zulke structuren zijn niet in het Frans te vinden. Zie andere voorbeelden op de Waalse Wikipedia.
- Plaats van het bijvoeglijk naamwoord.

| Waals                           | Frans                            | Nederlands                       |
| ------------------------------- | -------------------------------- | -------------------------------- |
| ene blanke dame, on noer tchivå | une dame blanche, un cheval noir | een blanke dame, een zwart paard |

In het Frans heeft het bijvoeglijk naamwoord dat de kleur aanduidt een andere plaats.
Anderzijds zijn er ontleningen van het Waals naar het Belgisch Zuid-Limburgs (Voeren-Riemst-Borgloon-Landen)
- woordontleningen
  - ZL batch van Waals batch (drinkbak)
  - ZL maké van Waals maquée (platte kaas)
  - ZL krompier van Waals cronpîre (aardappel)
  - ZL biès van Waals bièsse (beest, figuurlijk: dommerik)

## Verspreiding

### De dialecten van het Waals

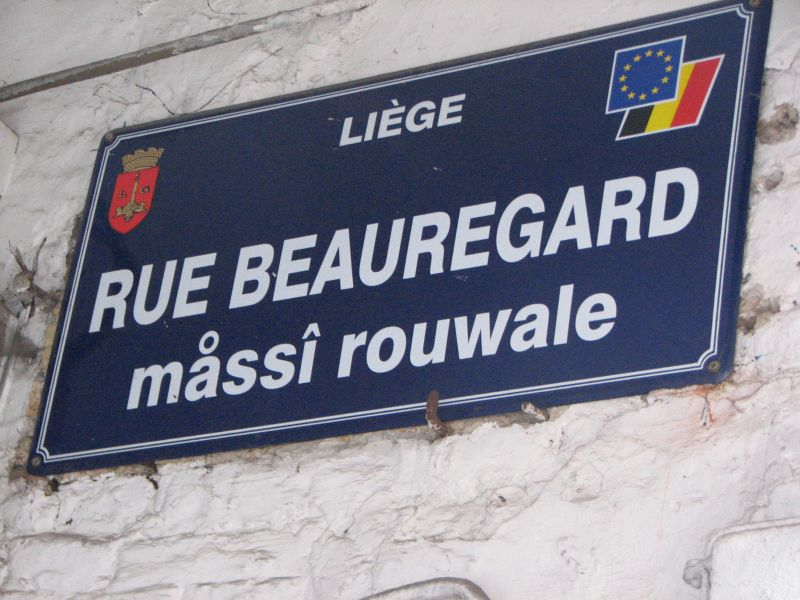
Tweetalig straatnaambord Frans-Waals in Luik

Het Waals en het Picardisch zijn de Romaanse dialecten die in de Waalse gebieden, de gebieden ten zuiden van de taalgrens die het Germaanse taalgebied scheidt van het Romaanse taalgebied, werden gesproken. Deze gebieden waren taalkundig dikwijls erg gemengd (Germaanse en Romaanse talen dooreen). De Romaanse dialecten van de langue d’oïl kwamen voort uit een gevulgariseerd Latijn dat reeds tegen de achtste eeuw gedifferentieerd was.

### Wisconsin
In de Verenigde Staten is er een klein gedeelte van Wisconsin, rond Green Bay, waar nog namurois gesproken wordt vanwege de uitgebreide emigratie in de loop van de 19e eeuw: vanaf 1850 weken 15.000 personen, voornamelijk afkomstig uit de omgeving van Gembloers en Waver, uit naar het noorden van deze Amerikaanse staat, maar het sterftecijfer aan boord van de schepen lag bijzonder hoog. De eerste migratiegolf vertrok uit Graven om zich te vestigen in het huidige dorp Robinsonville-Champion. In 1860 waren ze al met meer dan 4.500, van wie 80% in de county's Kewaunee, Door en Brown woonden. Hun afstammelingen zijn intussen met zo'n 20.000, maar slechts weinig jongeren spreken nog Waals, waardoor de taal op het punt staat uit te sterven, ook al leeft het besef van de oorsprong nog steeds. De namen van verscheidene dorpen in Wisconsin vertonen nog sporen van deze immigratie: Brussels, Namur, Rosiere (van Rosières), Champion, Walhin, Grand-Leez.

### Duitsland en Zweden
Het Waals verspreidde zich in enkele proto-industriele gebieden van deze landen, ten gevolge van het uitwijken van staalarbeiders in de 18de en 19de eeuw.
In Zweden gaat het vooral om de streek rond Eskilstuna.
Wat betreft Duitsland, is er een zeer populaire anekdote die verteld wordt in elke voorstad van Luik, dat tijdens de Tweede Wereldoorlog de bevolking Waals sprak om niet verstaan te worden door de Duitse soldaten. Toevallig ving een Duitse soldaat, van Waalse afkomst, qwant n'èront-îs op ("wanneer gaan ze nu eindelijk vertrekken") dat iemand in het openbaar vertelde. De soldaat zou dan de mensen in het Waals gewaarschuwd hebben om voorzichtig te zijn.

## Sociolinguïstiek

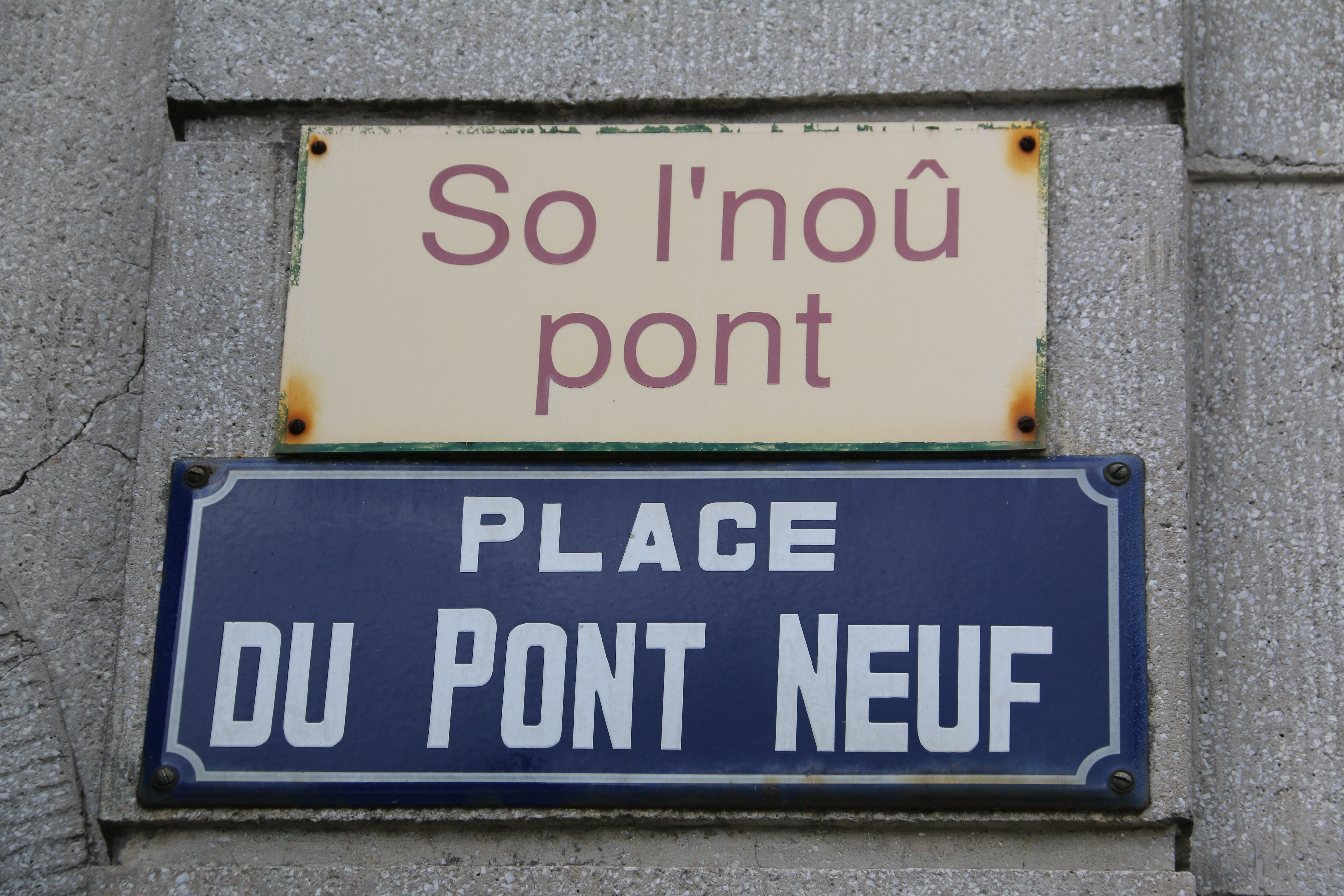
Waalse straatnaam in Malmedy

Waals is nu een "verborgen taal". Als vreemdeling kun je jarenlang in Wallonië rondzwerven, zonder haar te horen. Tegenwoordig zijn alle Waalstaligen ook Franstalig; zo spreken ze Waals alleen in bepaalde situaties, met zeer goede vrienden. Rond 1900 sprak 90% van de Walen altijd Waals. Het verval van het Waals vond in de laatste 100 jaar plaats, over drie generaties.
Doordat Frans de norm is in de kerk, op school en op televisie, wordt het Waals nog nauwelijks gebruikt. De taal had al een lagere status dan het Frans; jongens werden opgevoed in het Waals en meisjes in het Frans. De Fransgezinde administraties hebben deze overgang naar het Frans bevorderd, net zoals dat in Frankrijk gebeurde voor het Bretoens of Vlaams. Toen in 2017 arbeidersafgevaardigde Frédéric Gillot in het Waals Parlement Waals sprak, weigerden de administratieve diensten de notulen in deze taal op te stellen.

## Zie ook

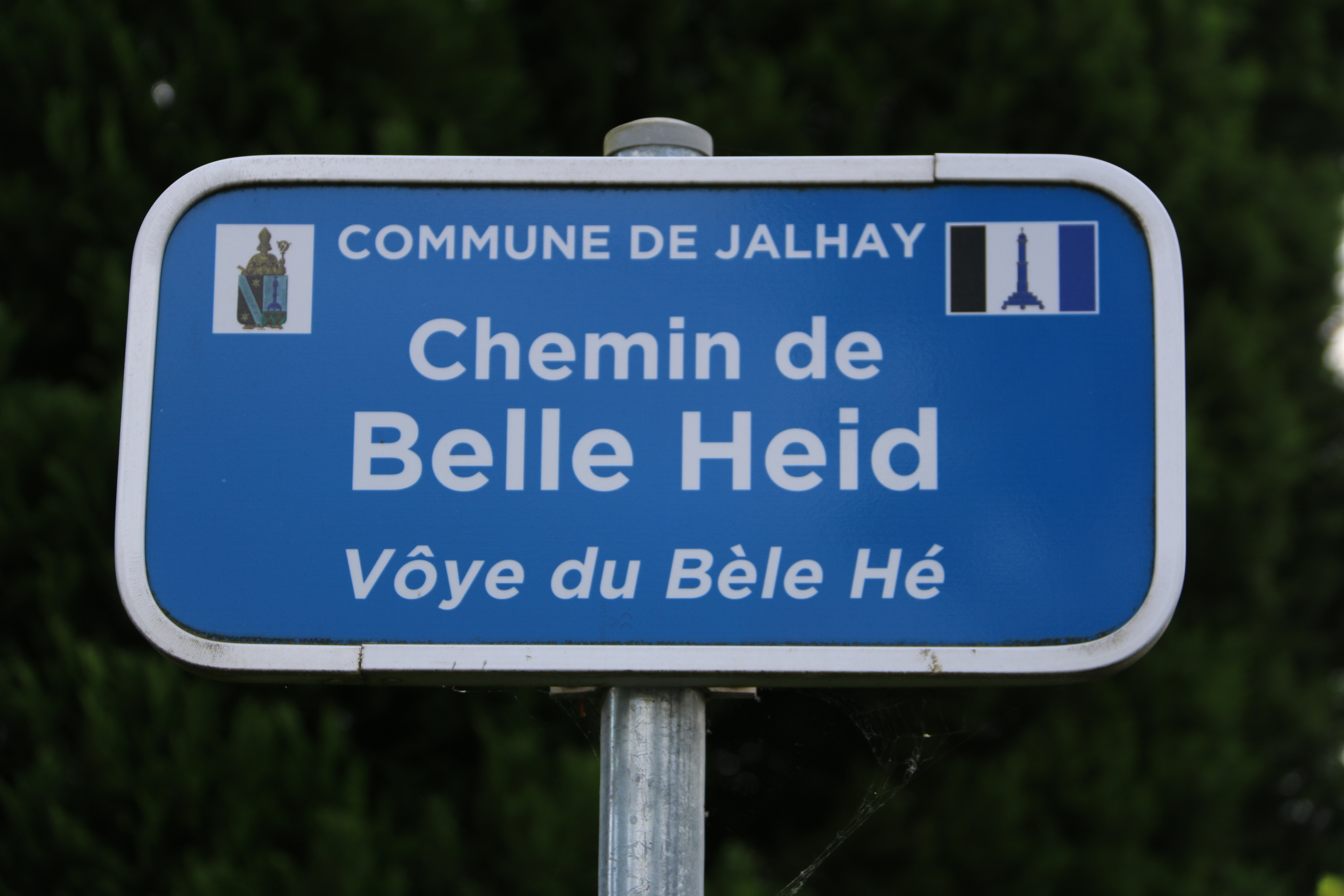
Waalse straatnaam in Jalhay